# Déchets miniers

Autour de la mine (Valley camp coal company, États-Unis), la couche de stériles est périodiquement recouverte de terre pour limiter l'envol de poussières de charbon (photo d'archive américaine EPA/NARA).

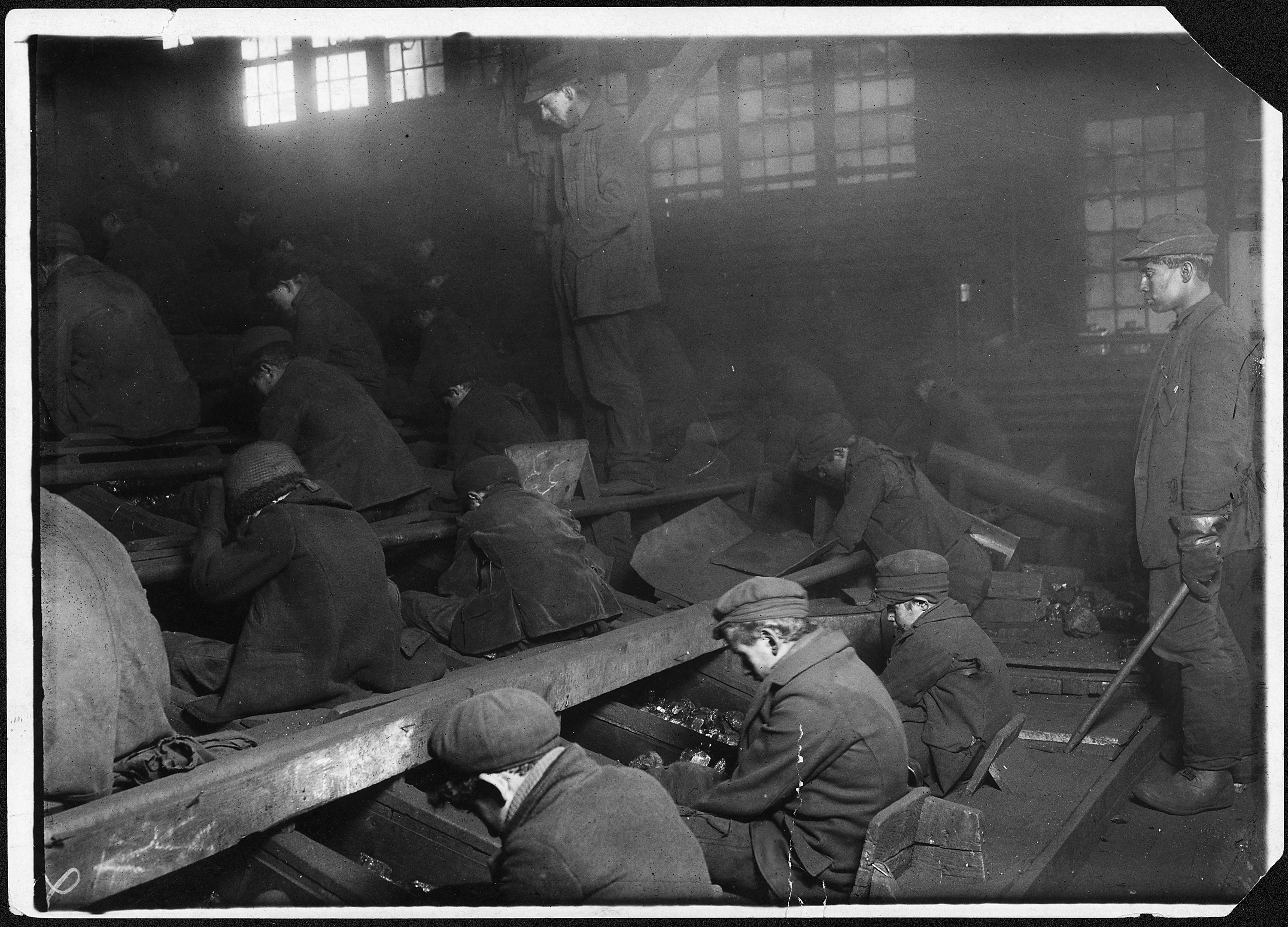
Des déchets sont produits tout au long de la chaîne de production. Ici, des enfants étaient occupés à trier le charbon. La poussière était parfois si dense qu'elle obscurcissait l'air de l'atelier.

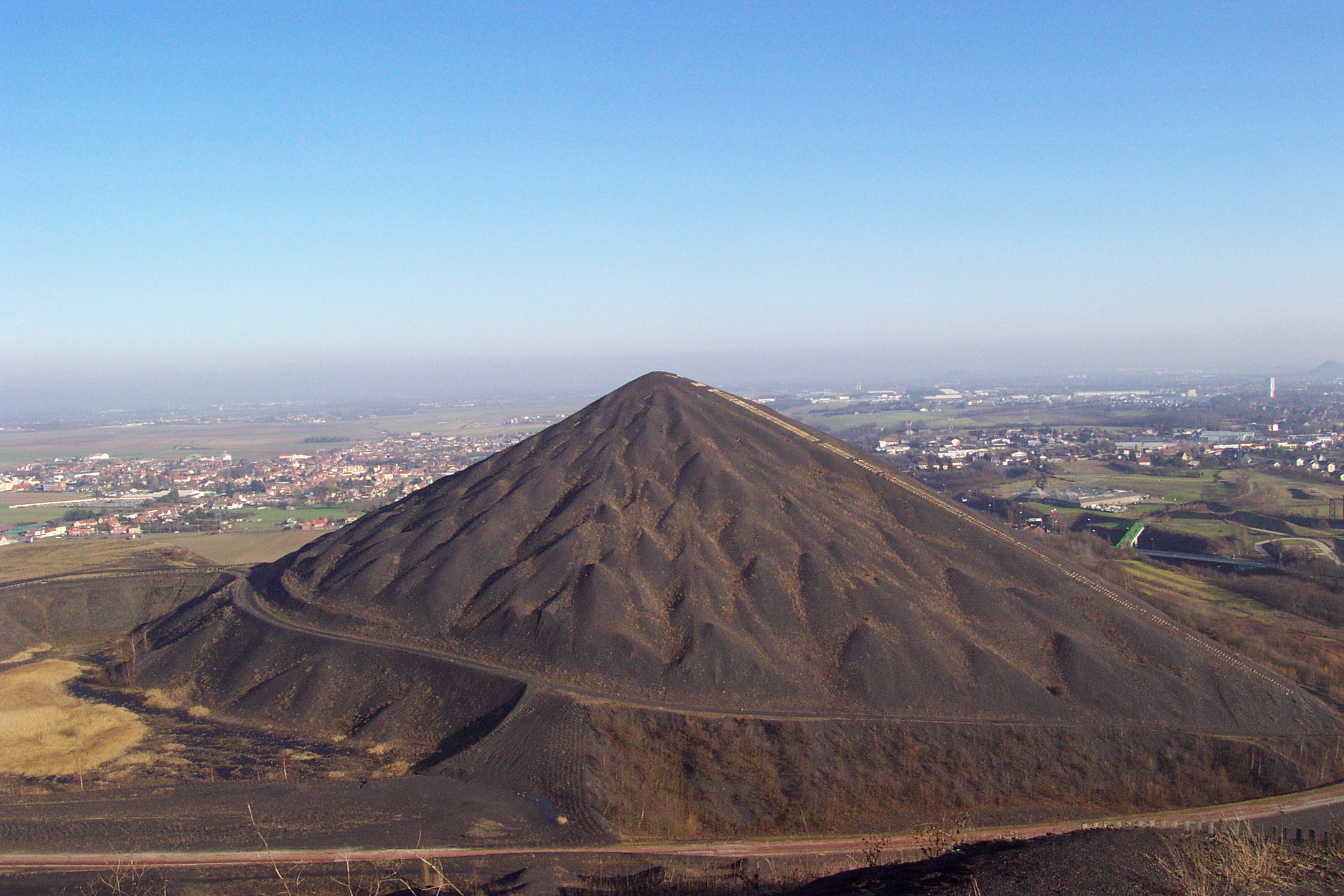
Une grande partie des stériles de mines ont été stockés sous forme de terril souvent ensuite réutilisés pour fournir des matériaux de terrassement, de sous-couches routières, etc.

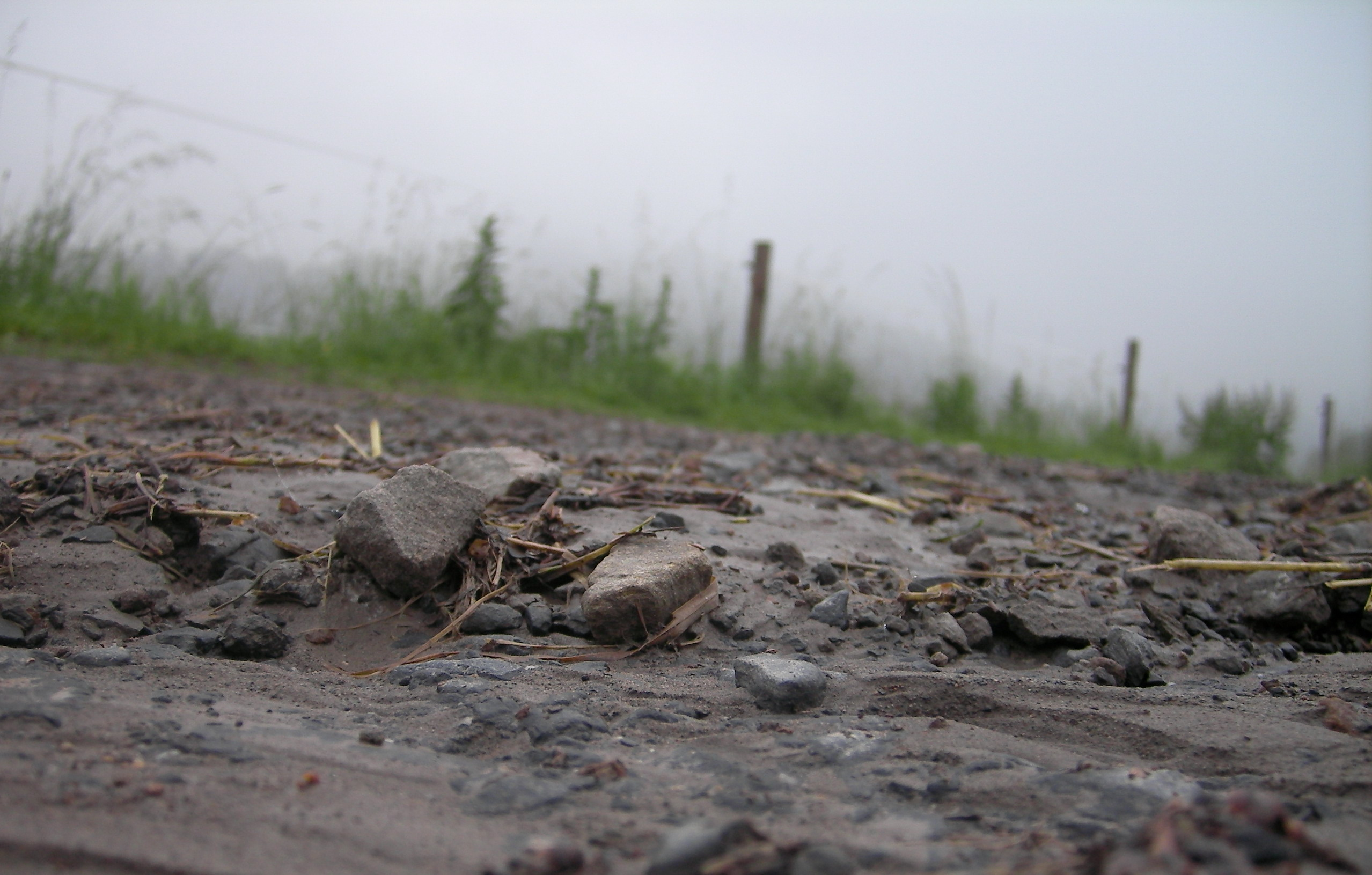
Les schlamms sont un mélange de fines poussières de charbon, d'eau (et éventuellement d'additifs, dont des floculants), ici mélangés à des schistes et autres déchets.

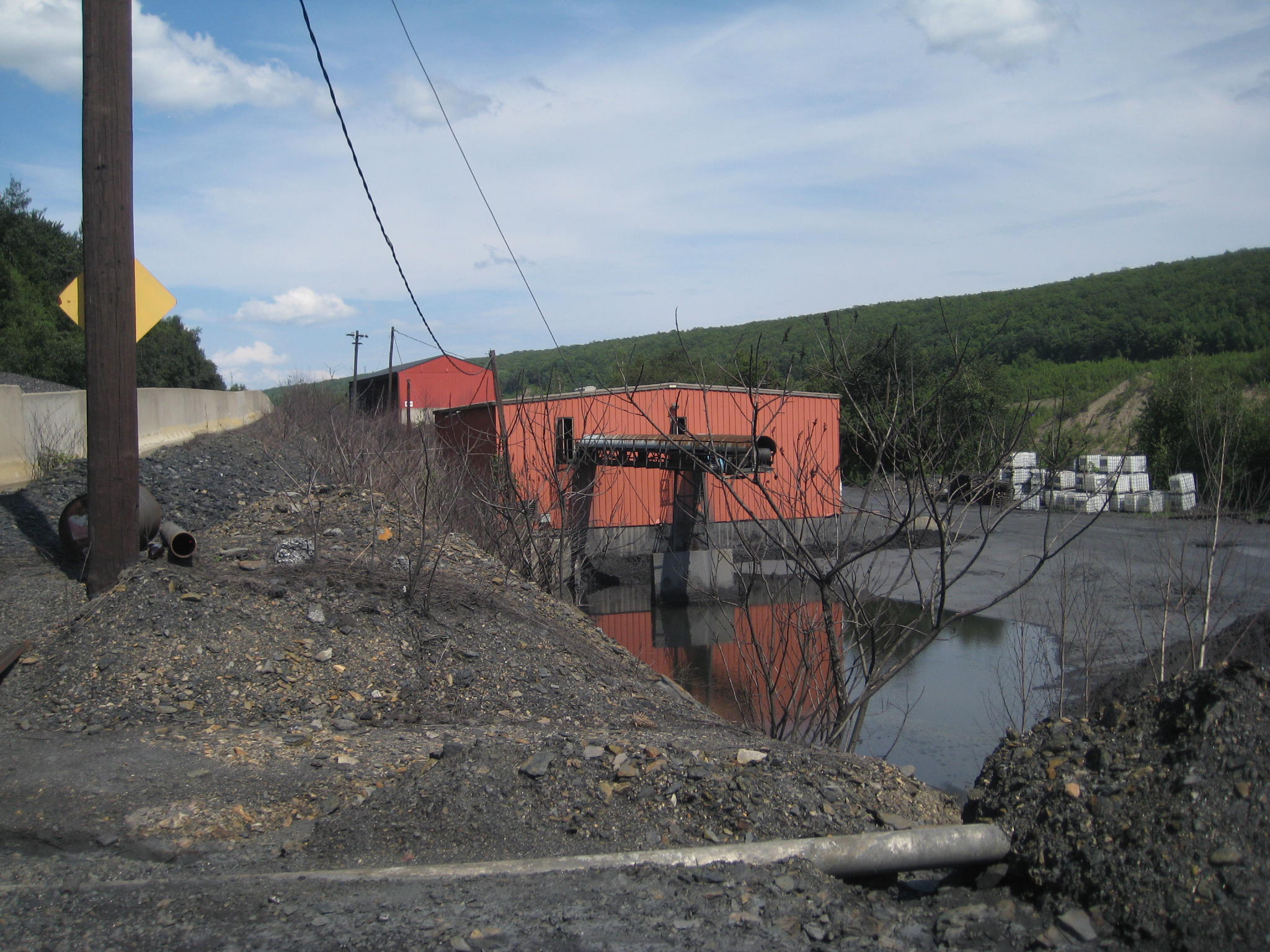
Installation de lavage recyclage de déchets de charbon produisant de la poudre d'anthracite pour une centrale thermique.

La notion de déchets miniers regroupe tous les types de déchets directement ou indirectement issus de l'exploitation minière, dans la mine elle-même (poussières notamment), ou hors-de celle-ci. Ces déchets sont principalement :
- les stériles (ou stérils) qui sont les matériaux géologiques trop pauvres pour être exploités dans les conditions techniques et économiques du moment. Ils sont souvent stockés sous forme de terrils ;
- les déchets résultant du lavage ou du traitement (sur site ou à proximité du site) du minerai, charbon ou autre matériau extrait ; souvent dans un premier temps liquide, boueux, ils sont donc stockés dans des bassins protégés du public (ex. : « bac à schlamm » dans le cas de l'exploitation houillère) ;
- les déchets produits par les techniques mises en œuvre pour l'exploitation (restes d'installations diverses, huiles...) ;
- des outils, contenants ou machines contaminés (par des matériaux naturellement radioactifs (déchets NORM) ou toxiques), etc.

Dans ces quatre cas, les déchets peuvent être source de problèmes sanitaires ou environnementaux, par exemple quand ils sont hyper-acides (pH très bas) en cas de drainage minier acide ou très polluants (métaux lourds, métalloïdes, cyanures...).

## Enjeux
- Certains déchets miniers anciens contiennent encore des substances pouvant être récupérés ou ré-exploitées[3] ;
- Bien qu'artificiels, les stériles de mines présentent l'intérêt de n'avoir jamais reçu d'engrais ni de pesticides. Ce sont des matériaux foncés qui absorbent la chaleur du soleil, ce qui est source de microclimats spécifiques. Ils accueillent des espèces pionnières qui sont pour certaines devenues rares ou sont menacées.
- Les terrils en combustion (combustion spontanée ou non) se comportent comme un « réacteur chimique » émettant des polluants indésirables, toxiques et/ou cancérigènes (benzène cancérigène ou encore hydrocarbures insaturés, sulfures, chloroforme et phtalimides (kladnoite)[4]. Des microefflorescences minérales peuvent alors se former aux abords des fissures en surface des restes schisteux s'auto-échauffant[4]. Les gaz exprimés par un terril en combustion sont toxiques (dioxyde de carbone, monoxyde de carbone dominants avec aussi du sulfure de carbonyle, sulfure de carbone, méthane, des n-alcanes, n-alcènes, des iso-alcanes, des alcanes cycliques, du chloroforme et du benzène (ainsi que ses dérivés alkylés)[4] ;
- Certains déchets boueux ou solides vont « mûrir » en étant exposé à l'air, avec des phénomènes d'oxydation et/ou d'acidification en produisant parfois des « efflorescences » minérales ou organominérales, c'est-à-dire contenant des minéraux organiques rares dans la nature (phénanthrène (ravatite), phtalimide (kladnoite), et 9,10-anthraquinone (hoelite), de soufre, de chlorure d'ammonium) ; souvent toxiques ;
- des enjeux de requalification paysagère et écopaysagère (remédiation écologique peuvent existent[5].
- leurs conditions de stockage sont plus ou moins sécurisées[6] (ex. : bassin, terrils risquant de brûler, stériles disposées sur une zone d'affaissement minier, déchets stockés en bord de mer ou de cours d'eau, déchets en mer dans les cas de mines ou carrières situées en bordure de mer... De nombreux exemples de ruptures de digues avec libération de déchets boueux ou liquides, inertes ou toxiques existent. Ainsi, près d'Inez dans le Kentucky, le 11 octobre 2000, une coulée de déchets de la Martin County Coal Corporation a libéré, à la suite d'une rupture d'une digue d'une retenue de 72 âcres :  environ 250 millions de gallons de boues[7]. Les déchets liquides ont pénétré les galeries d'une une mine de charbon proche, sans causer de pertes de vies humaines immédiate, mais en polluant l'approvisionnement local en eau (qui a du être interrompu)[7]. Le Congrès a commandé au Conseil national de recherches un rapport sur les moyens d'éviter ce type d'accidents (par des normes sur l'endiguement des déchets de charbon, de progrès de l'évaluation de sécurité et de la surveillance, une cartographie plus précise des mines et des technologies alternatives pour d'élimination, stabilisation ou valorisation des boues de l'industrie du charbon[7]. Aux Etats-Unis la gestion de ce type de risque est notamment contrôlée p par plusieurs administrations (Mine Safety and Health Administration, Bureau of Surface Mining et d'autres agences fédérales) outre des décideurs et régulateurs locaux et étatiques et bien entendu théoriquement  au quotidien par l'industrie charbonnière et ses consultants; et scientifiques et ingénieurs[7].

## Évaluations
Pour mieux gérer les séquelles minières, il est important de conserver la mémoire de la nature des déchets produits et de leurs lieux et conditions de stockage. En France certains EPF (établissement public foncier), le BRGM, ainsi que les bases de données BASIAS et BASOL contribuent à archiver des informations nécessaires à la gestion des risques dans le présent et le futur.
Les déchets miniers peuvent faire l'objet d'évaluations environnementales à la fois qualitatives et quantitatives.

## En France
La France est un pays riche en ressources minières, qui a exploité de nombreuses ressources minières . 
Certains déchets miniers datent de la préhistoire (âge du bronze notamment). Des déchets miniers, datant surtout des XIXe et XXe siècles peuvent aujourd'hui être trouvés sur presque tout le territoire, hormis en haute-montagne.

## Galerie d'images

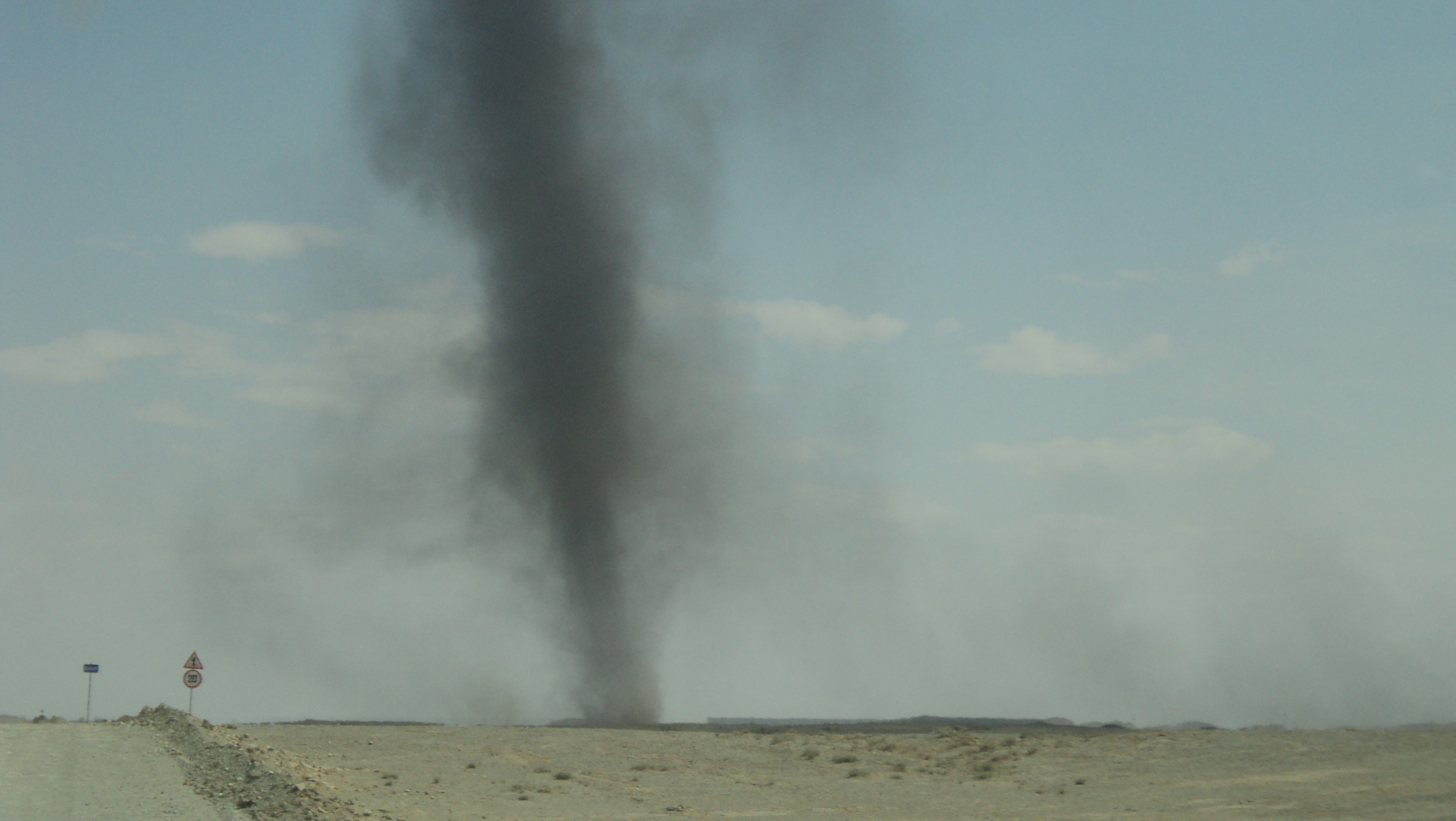
Envol de poussière de charbon (près d'une mine de charbon située en Mongolie).
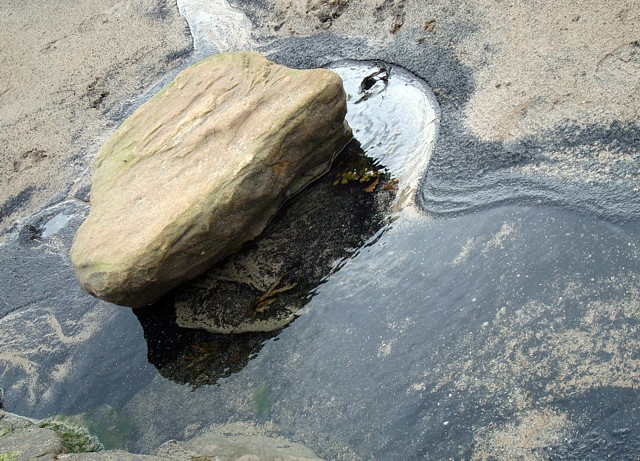
Plage anglaise noircie par des résidus de charbon.
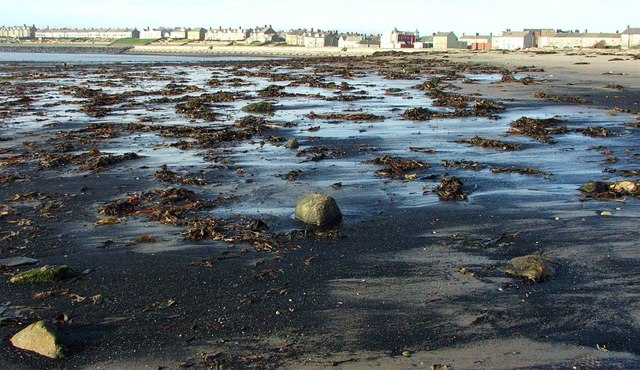
Déchets de charbon, baie de Newbiggin (Royaume-Uni).
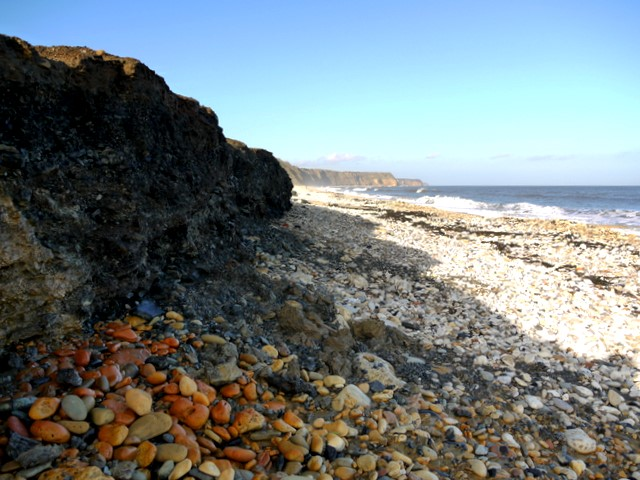
Érosion d'un crassier de charbon à Horden (N-O du Royaume-Uni)[10].